# FLAVA (Little Glee Monsterのアルバム)
『FLAVA』（フラヴァ）は、2019年1月16日にSony Music Recordsから発売されたLittle Glee Monsterの4枚目のオリジナルアルバム。

## 概要
前作『juice』から約1年振りとなる4枚目のオリジナル・アルバム。
- 本作は、通常盤・初回限定盤A・初回限定盤Bの3形態でリリースされた。
- 『ギュッと/CLOSE TO YOU』から、『夏になって歌え』までのシングル収録曲7曲に新曲5曲を加えた、全12曲のアルバム。
  - 通常盤には、「コカ・コーラ」ウィンターキャンペーンのCMソングとして起用された『世界はあなたに笑いかけている -winter ver.-』や、2018年に開催されたアリーナツアーより自身の曲をメドレーにした『Motown Super Medley』を含む全5曲を収録。
  - 初回盤Aには、2018年に開催された「Little Glee Monster Live Tour 2018 -Calling!!!!!-」東京公演より15曲を収録したDVDが付属。
  - 初回盤Bには、自身初のアジアツアー「Little Glee Monster Asia Tour 2018 ~juice!!!!!~」の開催と同時に撮影されたオフショットやドキュメンタリーを収録したDVDが付属。
- 初回盤A・Bには、「世界はあなたに笑いかけている -Live ver.-」のコーラス譜面が封入。

## リリース

### 形態
| 発売日        | レーベル    | 最高順位 | 販売形態 | 規格品番     | 備考                           |
| ------------- | ----------- | -------- | -------- | ------------ | ------------------------------ |
| 2019年1月16日 | gr8!records | 1位      | CD+DVD   | SRCL-11050/1 | 初回盤A:EPサイズジャケット仕様 |
| 2019年1月16日 | gr8!records | 1位      | CD+DVD   | SRCL-11052/3 | 初回盤B:EPサイズジャケット仕様 |
| 2019年1月16日 | gr8!records | 1位      | 2CD      | SRCL-11054/5 | 通常盤                         |

### 特典[3]
- 応援店舗 - 告知ポスター
- HMV - A4サイズクリアファイル（HMV ver.）
- タワーレコード - A4サイズクリアファイル（タワーレコード ver.）
- TSUTAYA - フォトカード6枚セット
- WonderGOO/新星堂 - A4サイズクリアファイル（WonderGOO/新星堂 ver.）
- フタバ書店 - オリジナルしおり
- Sony Music Shop - スマホサイズステッカー
- 楽天ブックス - オリジナルチケットフォルダ
- 山野楽器 - オリジナルステッカー
- Amazon.co.jp - オリジナルポストカード

## チャート成績
- 初動3日で31,724枚、後半で約16,000枚の売上を伸ばし、初週売上げ48,428枚で週間アルバムチャート首位を獲得した。オリコンでは、週間5万5382枚となり、1/28付オリコン週間合算アルバムランキングで1位を獲得した。CD売り上げが5万2321枚、デジタルアルバムダウンロード数は2528枚、ストリーミングでは533PT。またデジタルアルバムでも3位に初登場した本作が、合算アルバムランキングでも1位となった。自身の音楽作品（映像作品除く）で初の1位を獲得した。
- 2019年9月に出荷枚数が10万枚を突破し、日本レコード協会からゴールドディスクに認定された。

## 収録曲

### CD
通常盤、初回盤A,B共通
| 01           | 世界はあなたに笑いかけている    | いしわたり淳治・丸谷マナブ | 丸谷マナブ                                 | 丸谷マナブ・福田貴史            | 3:52  | MV - YouTube |  |  |
| 02           | ギュッと                        | KOUDAI IWATSUBO            | KOUDAI IWATSUBO                            | KOUDAI IWATSUBO・TORU HORIKOSHI | 4:43  | MV - YouTube |  |  |
| 03           | I BELIEVE                       | いしわたり淳治             | KEN for 2SOUL MUSIC Ins.                   | KEN for 2SOUL MUSIC Ins.        | 3:59  |              |  |  |
| 04           | ハピネス                        | イワツボコーダイ           | KEN for 2SOUL MUSIC Inc.・JUNE・Philip Woo | KEN for 2SOUL MUSIC Inc.        | 4:54  | MV - YouTube |  |  |
| 05           | 恋を焦らず                      | イワツボコーダイ           | KEN for 2SOUL MUSIC Inc.・JUNE・Philip Woo | KEN for 2SOUL MUSIC Inc.        | 4:18  | MV - YouTube |  |  |
| 06           | 夏になって歌え                  | 最果タヒ                   | 水野良樹                                   | 島田昌典                        | 4:48  | MV - YouTube |  |  |
| 07           | CLOSE TO YOU                    | いしわたり淳治             | U-KIRIN、SHUNCHA                           | U-KIRIN                         | 4:42  | MV - YouTube |  |  |
| 08           | 君のこと                        | イワツボコーダイ           | 本間昭光                                   | 本間昭光                        | 4:55  |              |  |  |
| 09           | MY HOME                         | Little Glee Monster        | Carlos K.                                  | Carlos K.                       | 4:09  |              |  |  |
| 10           | My Brand New Day                | イワツボコーダイ           | 中村泰輔                                   | 丸谷マナブ                      | 3:59  |              |  |  |
| 11           | 青い風に吹かれて                | いしわたり淳治・丸谷マナブ | 丸谷マナブ                                 | 丸谷マナブ                      | 3:59  |              |  |  |
| 12           | Everything could be your chance | CHI-MEY                    | CHI-MEY                                    | CHI-MEY                         | 4:39  |              |  |  |
| 合計収録時間 | 合計収録時間                    | 合計収録時間               | 合計収録時間                               | 合計収録時間                    | 52:54 |              |  |  |

通常盤 Disc.2
| 01           | 世界はあなたに笑いかけている -winter ver.-         | 4:45  |  |  |  |
| 02           | DANCING QUEEN                                      | 3:42  |  |  |  |
| 03           | Motown Super Medley -Live on 2018.03.25-           | 15:34 |  |  |  |
| 04           | a capella medley -Live on 2018.10.24-              | 4:47  |  |  |  |
| 05           | 世界はあなたに笑いかけている -Lead Vocal Off ver.- | 3:51  |  |  |  |
| 合計収録時間 | 合計収録時間                                       | 32:39 |  |  |  |

### DVD
初回盤A

Little Glee Monster Live Tour 2018～Calling!!!!! -Live on 2018.10.21-
| #  | 曲名                                  | 備考 |
| -- | ------------------------------------- | ---- |
| 01 | Opening 〜Wellcome to Calling!!!!!〜  |      |
| 02 | だから、ひとりじゃない                |      |
| 03 | Hop Step Jump!                        |      |
| 04 | CLOSE TO YOU                          |      |
| 05 | 青い風に吹かれて                      |      |
| 06 | 小さな恋が、終わった                  |      |
| 07 | 夏になって歌え                        |      |
| 08 | a capella medley                      |      |
| 09 | ギュッと                              |      |
| 10 | 好きだ。                              |      |
| 11 | OVER                                  |      |
| 12 | SAY!!!                                |      |
| 13 | 世界はあなたに笑いかけている          |      |
| 14 | Ending 〜thank you for Calling!!!!!〜 |      |

初回盤B
| #  | 曲名                                                                          | 備考 |
| -- | ----------------------------------------------------------------------------- | ---- |
| 01 | Little Glee Monster スペシャルドキュメント～Road to the World～Director's Cut |      |

## 楽曲解説
1. 世界はあなたに笑いかけている
  - 12thシングル。
  - 『コカ・コーラ』CMソング
  - 毎日放送『林先生が驚く初耳学!』エンディングテーマ。
2. ギュッと
  - 11thシングル。
  - 映画『プリンシパル〜恋する私はヒロインですか？〜』エンディングテーマ。
  - BS日テレ『ボウリング革命 P★League』エンディングテーマ
3. I BELIEVE
  - 国際交流基金アジアセンター『ASIAN ELEVEN』テーマソング。
4. ハピネス
  - 『髙島屋アムール・デュ・ショコラ2019』キャンペーンソング。
  - ミュージック・ビデオが制作された。
5. 恋を焦らず
  - 本作のリード曲であり、リリースに先駆けて先行配信が行われミュージック・ビデオが制作された。
6. 夏になって歌え
  - 13thシングル。
  - アクアパーク品川 ドルフィンパフォーマンス『juice!!!!!』 コラボレーションソング
  - 最果タヒが作詞、水野良樹が作曲を手掛けている。
7. CLOSE TO YOU
  - 11thシングル。
  - 資生堂『SEA BREEZE』 CMソング
8. 君のこと
  - リリース当時の5人体制で披露することは無かったが、2023年に開催した現体制初のライブツアーにて初披露した。
9. MY HOME
  - 12thシングルのカップリング。
  - リリース当時のメンバー全員が作詞を手掛けている。
10. My Brand New Day
  - 13thシングルのカップリング。
  - 『日本橋髙島屋S.C.』CMソング
11. 青い風に吹かれて
  - 12thシングルのカップリング。
  - 全国小・中学校リズムダンスふれあいコンクール 第6回全国大会規定曲。
12. Everything could be your chance
  - 2018年に開催した全国ツアー「Live Tour 2018 〜Calling!!!!!〜」のエンディング曲として制作された楽曲。レコーディングではメンバー全員がブースに入り、一発録りで行われた。
  - 公式YouTubeチャンネルの企画として2023年に開催した楽曲の人気投票で1位を獲得した。

## ライブ映像作品
| 曲名                            | 公演                                                                   |
| ------------------------------- | ---------------------------------------------------------------------- |
| 世界はあなたに笑いかけている    | →「 世界はあなたに笑いかけている § ライブ映像作品 」を参照             |
| ギュッと                        | →「 ギュッと/CLOSE TO YOU § ライブ映像作品 」を参照                    |
| I BELIEVE                       | Little Glee Monster Live in BUDOKAN～Calling Over!!!!!                 |
| I BELIEVE                       | Little Glee Monster Live Tour 2022 Journey                             |
| I BELIEVE                       | Little Glee Monster Live Tour 2023 ”Fanfare“                           |
| ハピネス                        | Little Glee Monster Live in BUDOKAN～Calling Over!!!!!                 |
| ハピネス                        | Little Glee Monster 10th Anniversary Live                              |
| 恋を焦らず                      | Little Glee Monster Live in BUDOKAN～Calling Over!!!!!                 |
| 恋を焦らず                      | Little Glee Monster 5th Celebration Tour 2019 ～MONSTER GROOVE PARTY～ |
| 恋を焦らず                      | Little Glee Monster Live Tour 2023 ”Fanfare“                           |
| CLOSE TO YOU                    | →「 ギュッと/CLOSE TO YOU § ライブ映像作品 」を参照                    |
| My Brand New Day                | →「 夏になって歌え § ライブ映像作品 」を参照                           |
| 青い風に吹かれて                | →「 世界はあなたに笑いかけている § ライブ映像作品 」を参照             |
| Everything could be your chance | Little Glee Monster Live in BUDOKAN 2019～Calling Over!!!!!            |
| Everything could be your chance | Little Glee Monster 5th Celebration Tour 2019 ～MONSTER GROOVE PARTY～ |

## タイアップ
| 楽曲                                       | タイアップ | 起用年 |
| ------------------------------------------ | --- | ------ |
| 世界はあなたに笑いかけている               | コカ・コーラ2018年度年間CMソング 毎日放送「林先生が驚く初耳学！」エンディングテーマ                                        | 2018年 |
| ギュッと                                   | 映画『プリンシパル〜恋する私はヒロインですか？〜』エンディングテーマ BS日テレ『ボウリング革命 P★League』エンディングテーマ | 2018年 |
| I BELIEVE                                  | 国際交流基金アジアセンター『ASIAN ELEVEN』テーマソング                                                                     | 2019年 |
| ハピネス                                   | 髙島屋アムール・ジュ・ショコラ2019キャンペーンソング                                                                       | 2019年 |
| CLOSE TO YOU                               | 資生堂『シーブリーズ』CMソング                                                                                             | 2018年 |
| MY HOME                                    | TBS『ちちんぷいぷい』エンディングテーマ（2018年8月～）                                                                     | 2018年 |
| My Brand New Day                           | 日本橋高島屋S.C. CMソング                                                                                                  | 2018年 |
| 青い風に吹かれて                           | 全国小・中学生リズムダンスふれあいコンクール 第6回大会規定曲                                                               | 2018年 |
| 世界はあなたに笑いかけている -winter ver.- | コカ・コーラ 2018年冬期CMソング                                                                                            | 2018年 |